# إميليا مكارثي
إميليا مكارثي هي كاتِبة وكاتبة للأطفال وممثلة كندية، ولدت في 28 أغسطس 1997 في لندن في كندا.

## وصلات خارجية
- إميليا مكارثي على موقع IMDb (الإنجليزية)
- إميليا مكارثي على موقع ألو سيني (الفرنسية)
- إميليا مكارثي على موقع ميوزك برينز (الإنجليزية)
- إميليا مكارثي على موقع أول موفي (الإنجليزية)
- إميليا مكارثي على موقع قاعدة بيانات الفيلم (الإنجليزية)
- إميليا مكارثي على موقع كينوبويسك (الروسية)